# Voûte en arc-de-cloître

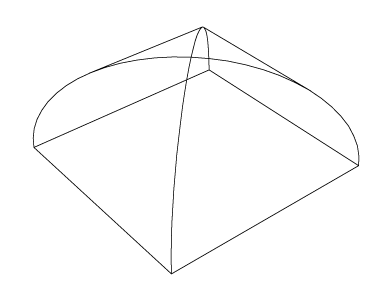
Voûte en arc-de-cloître sur une base carrée.

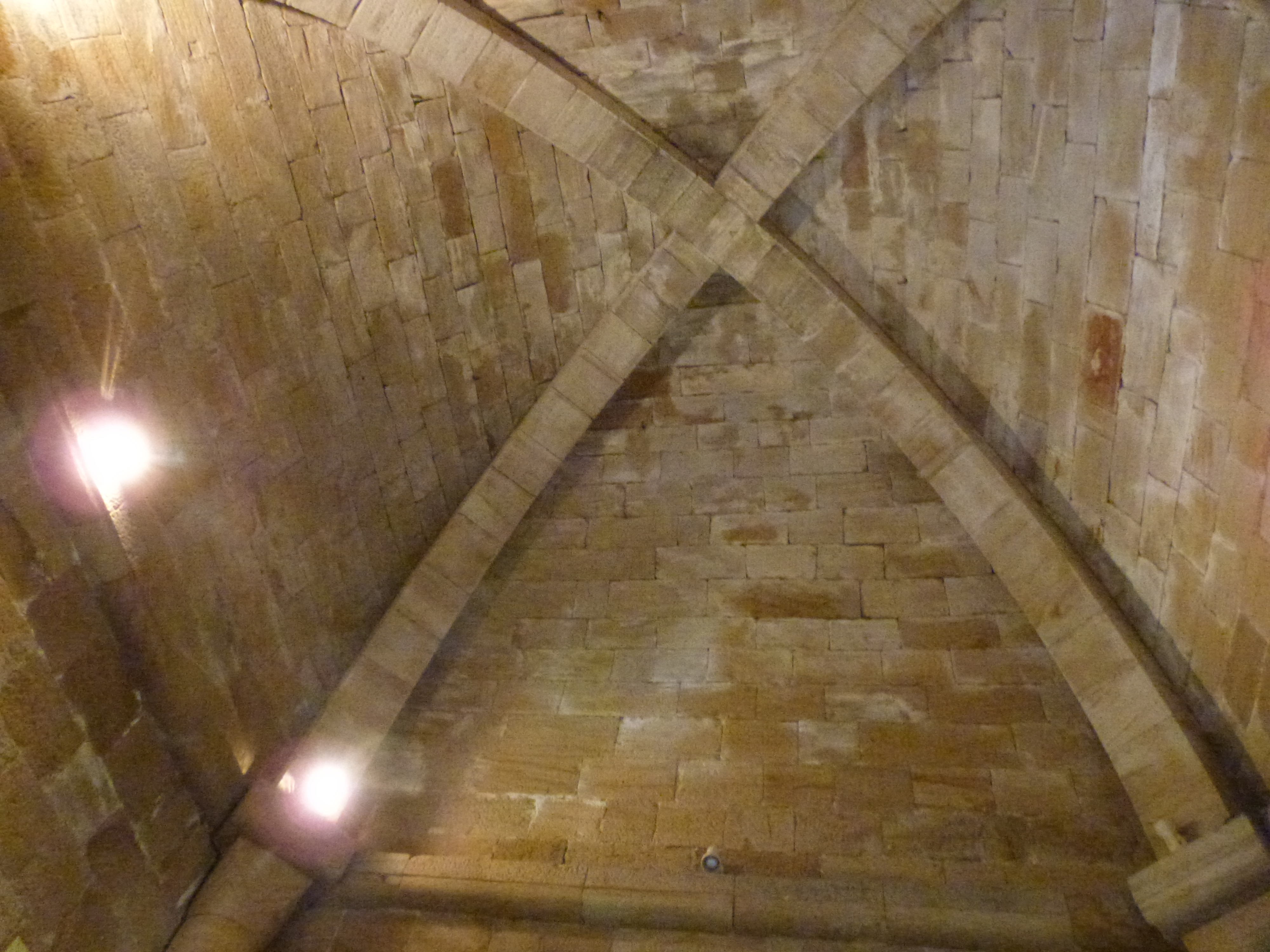
Voûte en arc-de-cloître de la tour de Sagnes.

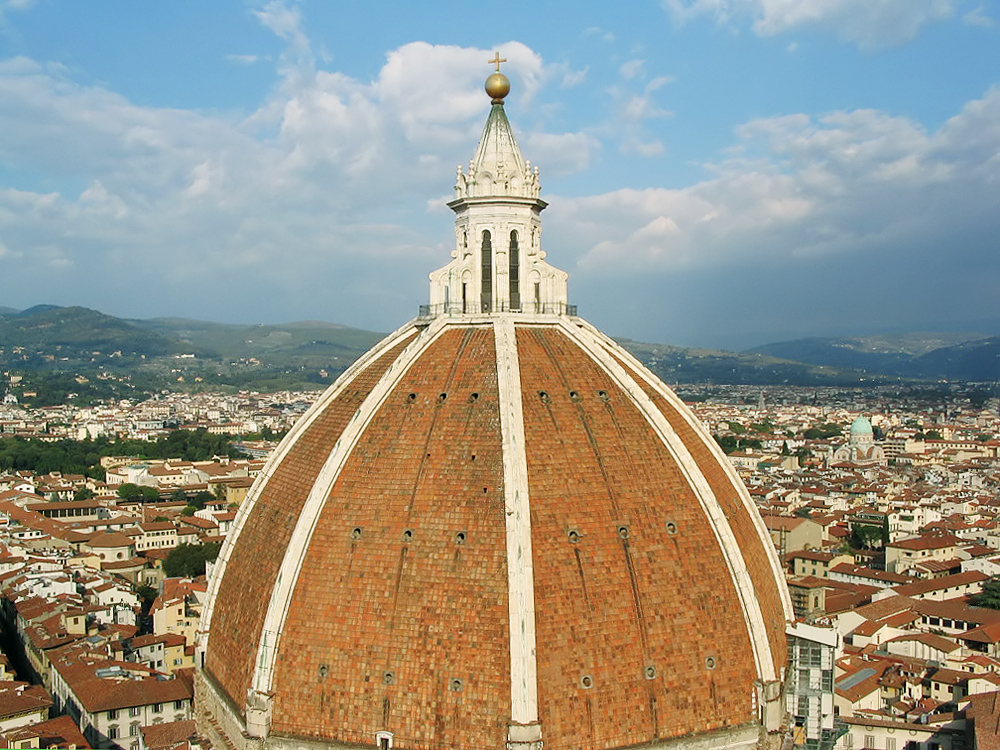
Le dôme de Santa Maria del Fiore de Florence.

La voûte en arc-de-cloître (ou voute en arc-de-cloitre) est un type de voûte utilisé à partir du Moyen Âge. Ce type de voûte a été, à l'origine, obtenu par l'intersection de deux berceaux qui se croisent à angle droit en conservant les parties intérieures aux arêtes d'intersection. Quand la voûte est obtenue en conservant les parties extérieures aux arêtes d'intersection, on obtient une voûte d'arêtes.

## Caractéristiques
La voûte en berceau peut-être en plein cintre, en cintre surbaissé ou en ogive.
Les voûtes en arc-de-cloître peuvent être combinées avec les voûtes en berceau pour couvrir des surfaces rectangulaires allongées.
La voûte en arc-de-cloître peut être composée par l'intersection d'un nombre quelconque de voûtes en berceau. La base de la voûte en arc-de-cloître peut être un carré dans le cas le plus simple ou un polygone régulier.
La coupole de la cathédrale Santa Maria del Fiore de Florence en un exemple de voûte en arc-de-cloître construite sur une base octogonale.
Lorsque la voûte en berceau est en plein cintre, la surface de la voûte en arc-de-cloître est le double de la surface de la base.
Dans le cas où la base est un cercle, on peut l'assimiler à un polygone régulier à une infinité de côtés. On en déduit qu'une coupole à profil semi-circulaire, ou voûte hémisphérique, est un cas particulier de voûte en arc-de-cloître en plein cintre.